# Nadejda Agaltsova
Nadejda Alekséievna Agaltsova (rus:  Наде́жда Алексе́евна Агальцо́ва; nascuda el 1938) és una científica russa, guanyadora del Premi Lenin per la seva participació en el desenvolupament de lents de gran angular d'aerofotogrametria de tercera, quarta i cinquena generacions per a fins cartogràfics.

## Biografia
Nadejda Agaltsova va néixer el 1938. El 1961, es va graduar en el departament d'Òptica de la Institut de mecànica de precisió i òptica de Leningrad (LITMO). Des del març del 1961, va treballar sota la direcció del professor Mikhaïl Russínov. Gràcies als seus estudis es van crear les lents d'aerofotogrametria "Russar-55", "Russar-63", "Russar-71" i la lent de gran angular d'alta obertura de sisena generació "Russar-93", que va ser el prototip de la lent "Russar-96" per al projecte espacial Mars 96. Des del 1969 al 1971, Agaltsova va cursar formació de postgrau a l'Institut central d'investigació de geodèsia, aerofotogrametria i cartografia (TsNIIGAiK), i el 1972 va defensar la seva tesi, obtenint el grau de Doctor en Ciències Tècniques.

## Premis
Agaltsova va ser guardonada amb diverses insígnies, com ara "Alumne excel·lent d'Aeroflot", "Alumne excel·lent en geodèsia i cartografia" o "Topògraf Honorari", i amb les medalles d'or i bronze de la VDNKh.
- 1960 - "El millor inventor del Departament principal de geodèsia i cartografia" i "L'inventor de l'URSS"
- 1982 - Guanyadora del Premi Lenin

## Obres
Ha publicat 35 articles científics, ha rebut 22 certificats d'invenció i 5 noves patents de la Federació Russa.